# Estafa de amor (1968)
Estafa de amor é uma telenovela mexicana, produzida pela Televisa e exibida em 1968 pelo Telesistema Mexicano.

## Elenco
- Maricruz Olivier - Mariana
- Enrique Lizalde - Gustavo
- Lorena Velázquez - Mayte
- Enrique Álvarez Félix - Daniel
- Miguel Manzano
- Carlos Riquelme
- Alicia Montoya
- Jorge Mondragón
- Julián Bravo
- Prudencia Grifell
- Mari Carmen González
- Reyes Bravo Mora